# Stade d'El Gouna
Le stade d'El Gouna (en arabe : ملعب الجونة), également connu sous le nom de stade Khaled Bichara (en arabe : ملعب خالد بشارة), est un stade de football égyptien situé dans la ville d'El Gouna. Il accueille les rencontres à domicile de l'équipe de première division égyptienne d'El Gouna FC.

## Historique
Le stade accueille les rencontres d'El Gouna FC depuis la création de ce club en 2003. Il ne comprend alors qu'un terrain de jeu de 110 × 80 m et peut recevoir au maximum 2 000 spectateurs.
À la suite de la montée du club en première division en 2009, le stade connaît un profonde rénovation, sa capacité passant à 12 000 places. Un mur d'enceinte et un espace VIP sont également construits.
La première rencontre dans la nouvelle enceinte a lieu le 19 août 2009, elle oppose El Gouna FC au Al Mansourah SC.